# Tres en Cunca
Tres en Cunca es una  variedad cultivar de manzano (Malus domestica) Esta manzana es originaria de Galicia, está cultivada en la colección de árboles frutales y banco de germoplasma de Mabegondo con el nº 19; ejemplares procedentes de esquejes localizados en Andrade (La Coruña)).

## Características
El manzano de la variedad 'Tres en Cunca' tiene un vigor elevado. Tamaño grande y porte erguido.
Época de inicio de brotación a partir del 9 abril y de floración a partir de 1 mayo.
Las hojas tienen una longitud del limbo de tamaño media, con la máxima anchura del limbo media. Longitud de las estípulas media y la máxima anchura de las estípulas es media. Denticulación del borde del limbo es serrado con la forma del ápice del limbo mucronado y la forma de la base del limbo es cordiforme.
La variedad de manzana 'Tres en Cunca' tiene un fruto de tamaño grande, de forma plana-globosa, de color amarillo, con chapa lavada, con intensidad pálida. Epidermis de textura suave con pruina en su superficie, y con presencia de cera media. Sensibilidad al "russeting" (pardeamiento áspero superficial que presentan algunas variedades) poco sensible. Con lenticelas de tamaño pequeño. Pedúnculo estrecho y de tamaño medio, siendo la cavidad peduncular poco profunda y estrecha. Con pulpa de color blanco, firmeza intermedia y textura intermedia; jugosidad intermedia con sabor de acidez baja y dulces, aromática.
Época de maduración a partir del 4 octubre. 'Tres en Cunca' es una excelente manzana de mesa y también se utiliza en producción de sidra.

## Susceptibilidades
- Oidio: ataque débil
- Moteado: no presenta
- Raíces aéreas: no presenta
- Momificado: no presenta
- Pulgón lanígero: no presenta
- Pulgón verde: ataque débil
- Araña roja: ataque débil
- Chancro: no presenta[3]